# Eroe offresi
Eroe offresi (Hero at Large) è un film commedia del 1980 diretto da Martin Davidson.

## Trama
Steve Nichols è un attore in difficoltà di New York City che accetta il lavoro di posare come eroe dei fumetti per la promozione di un film. Dopo aver sventato una rapina mentre indossa il costume di "Captain Avenger", la sua vita diventa inaspettatamente complicata. Nichols decide di continuare a "interpretare" il supereroe e scopre che la vita di un eroe è più complessa di quanto si aspettasse.
Nichols viene assunto dallo staff del Sindaco, che spera che il legame con Captain Avenger possa attirare voti per una prossima elezione. Il piano viene infine scoperto ed esposto dai media, lasciando Captain Avenger in cattiva luce presso il pubblico. Incoraggiato dalla sua fidanzata, Jolene, a non fare affidamento sul costume e sulla maschera per ottenere ammirazione, Nichols diventa successivamente un vero eroe quando salva un bambino da un appartamento in fiamme.